# Sectors de Guinea Bissau

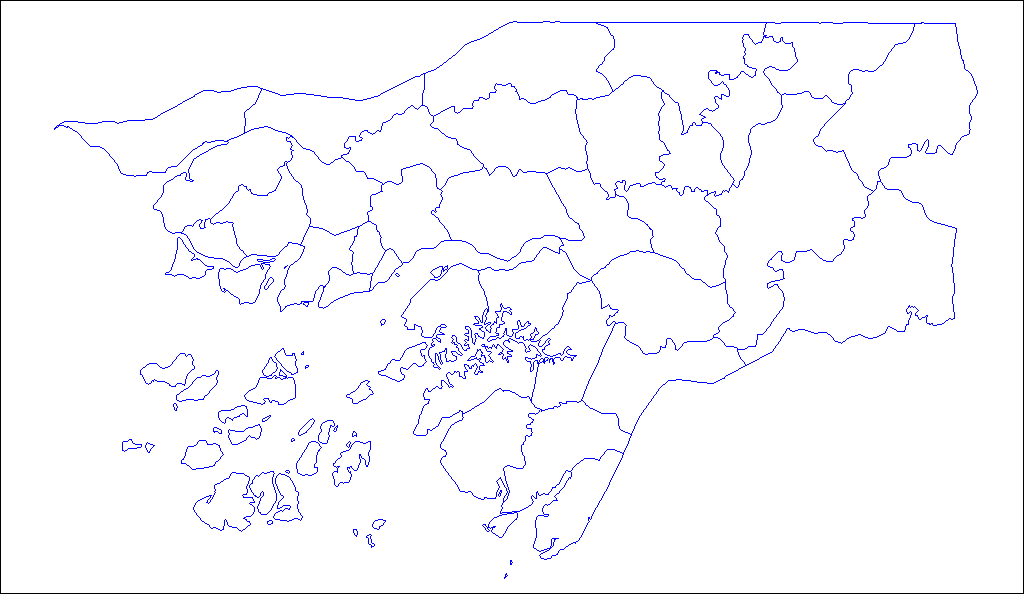
Sectors de Guinea-Bissau

Hi ha 37 sectors de Guinea Bissau (setores) en el que se subdivideixen les regions. Els sectors són en llista, per regió:

## Regió de Bafatá

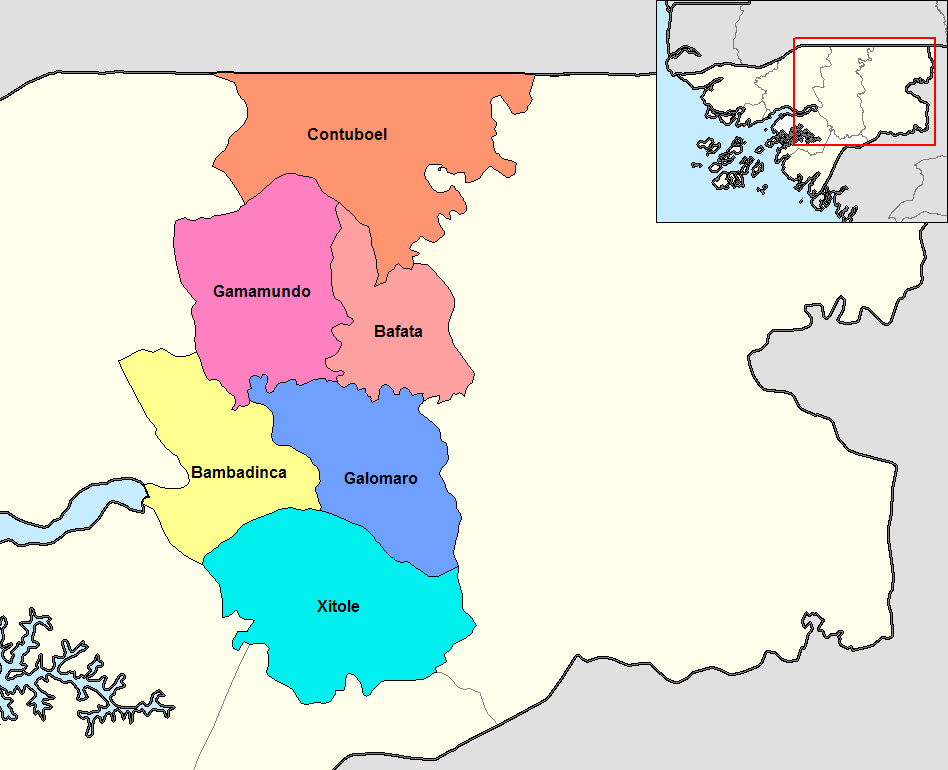
Sectors de Bafata

- Bafatá
- Bambadinca
- Contuboel
- Galomaro
- Gamamundo
- Xitole

## Regió de Biombo

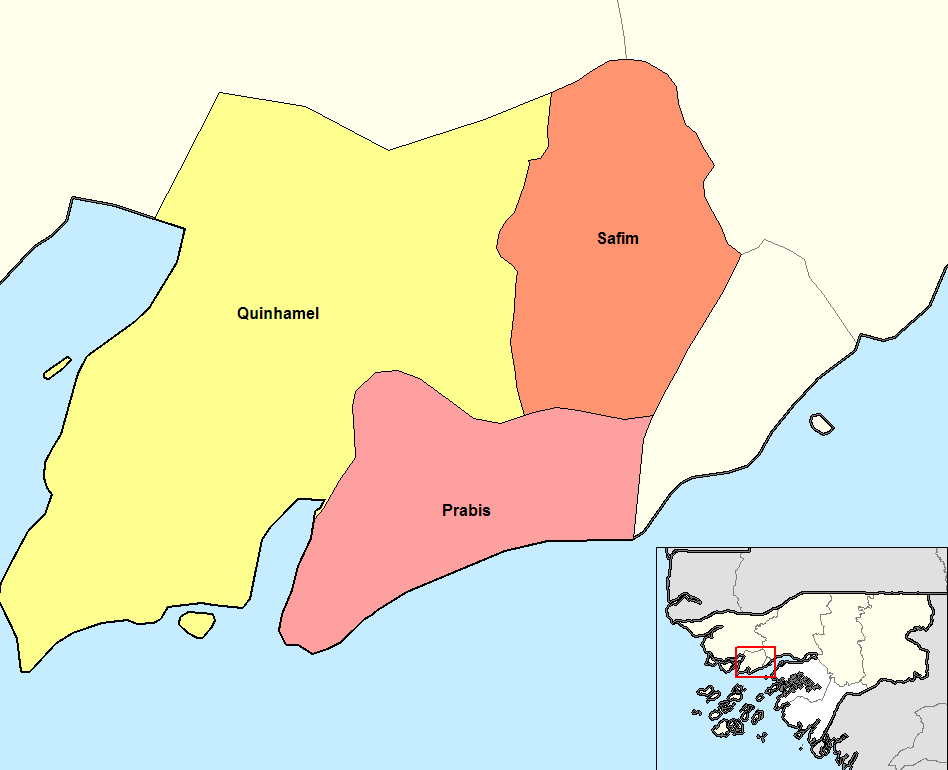
Sectors de Biombo

- Prabis
- Quinhamel
- Safim

## Bissau(sector autònom)

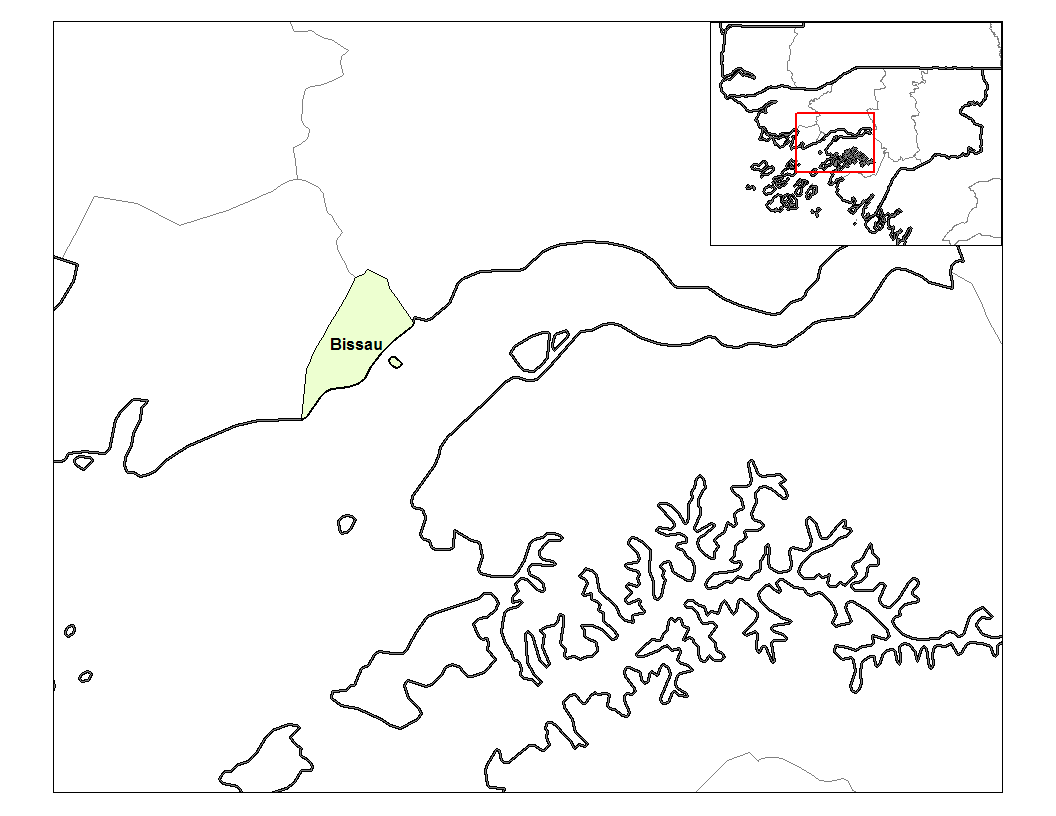
Sector de Bissau

- Bissau

## Regió de Bolama

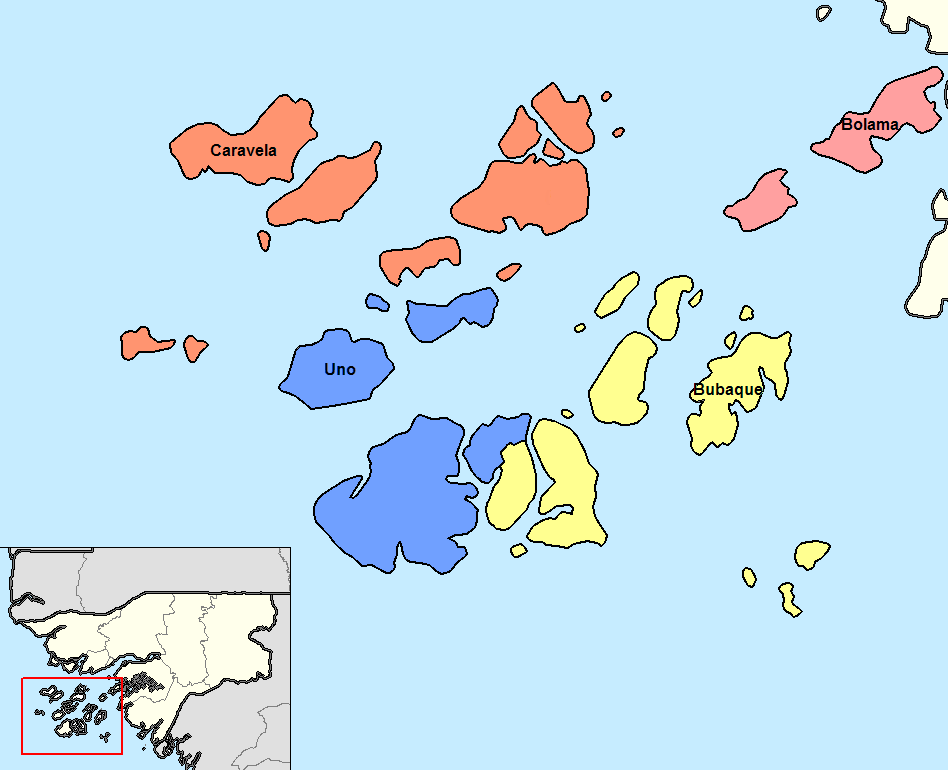
Sectors de Bolama

- Bolama
- Bubaque
- Caravela

## Regió de Cacheu

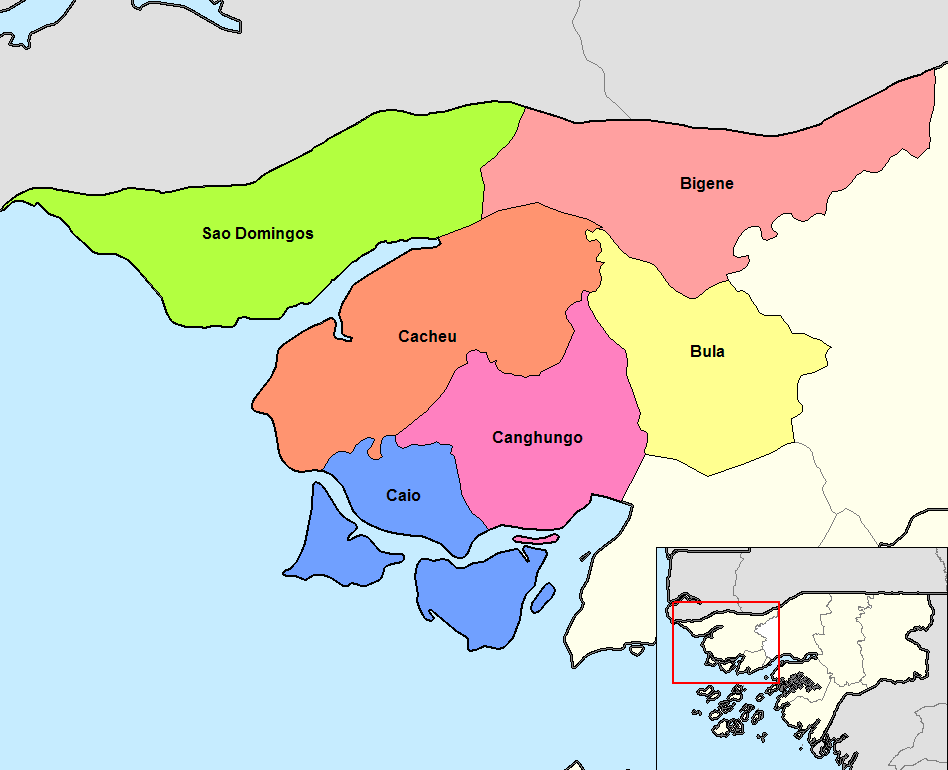
Sectors de Cacheu

- Bigene
- Bula
- Cacheu
- Caio
- Canghungo
- São Domingos

## Regió de Gabú

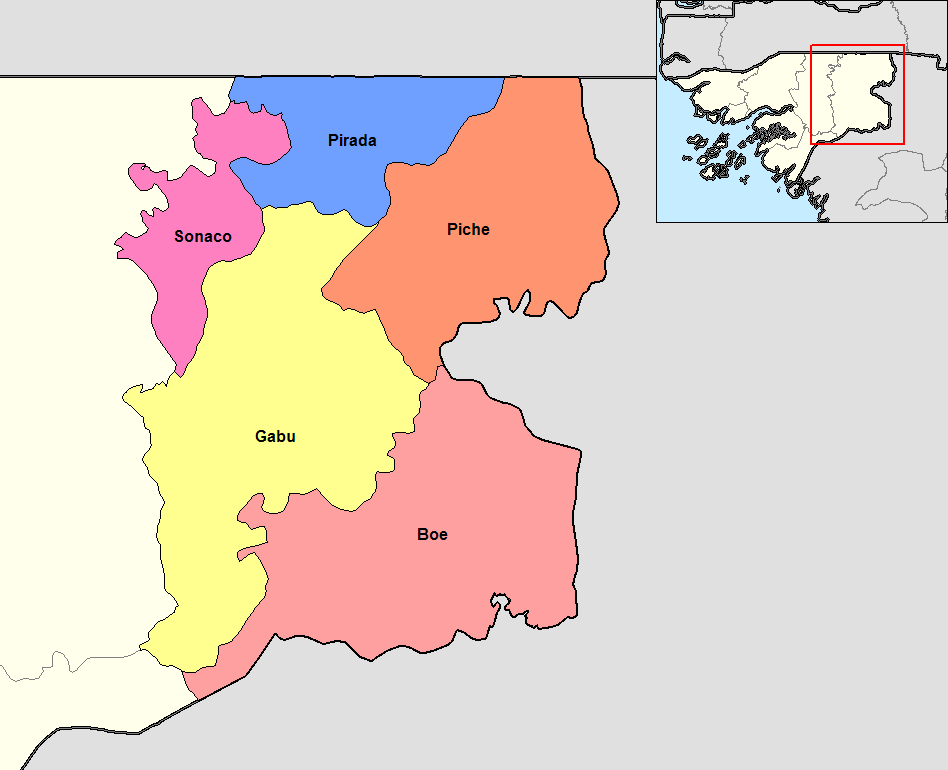
Sectors de Gabú

- Boe
- Gabú
- Piche
- Pirada
- Sonaco

## Regió d'Oio

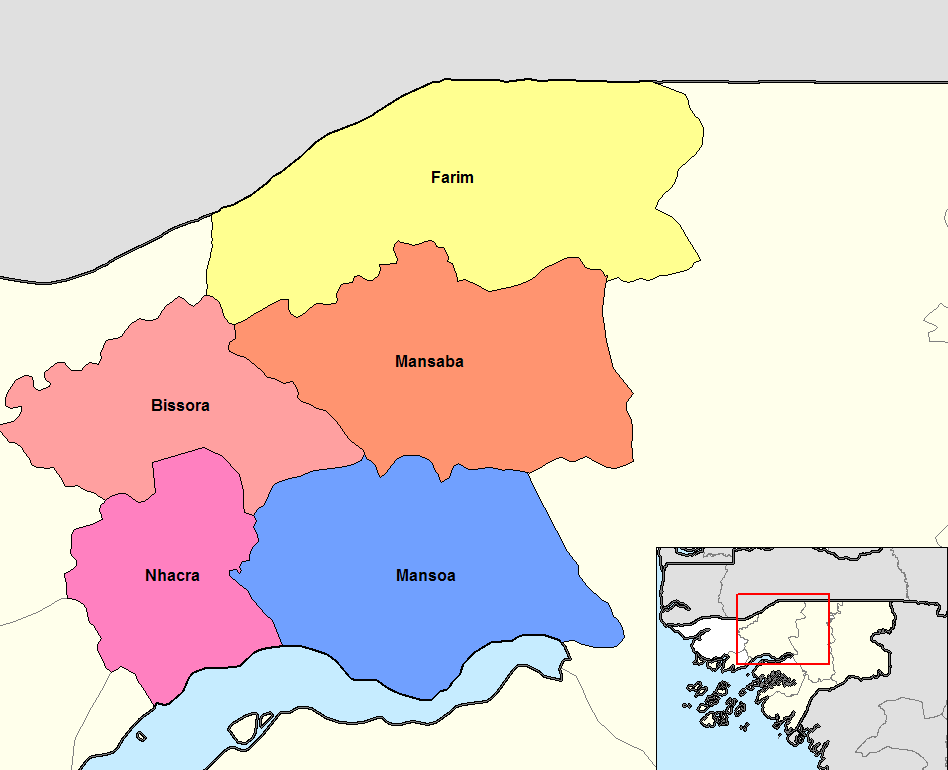
Sectors s'Oio

- Bissorã
- Farim
- Mansaba
- Mansôa
- Nhacra

## Regió de Quinara

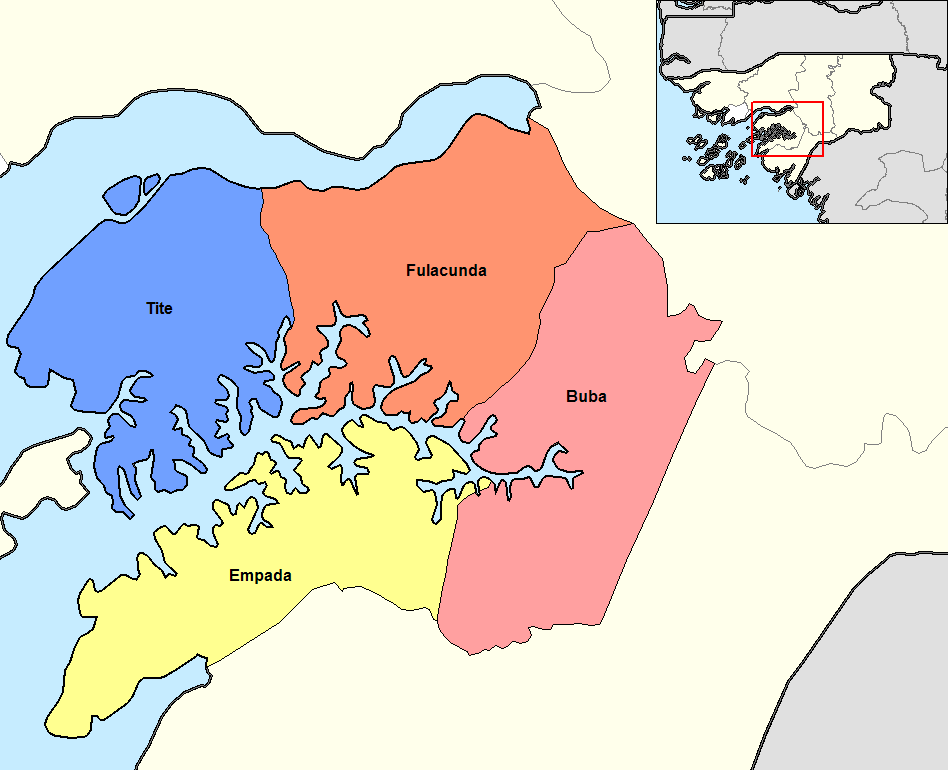
Sectors de Quinara

- Buba
- Empada
- Fulacunda
- Tite

## Regió de Tombali

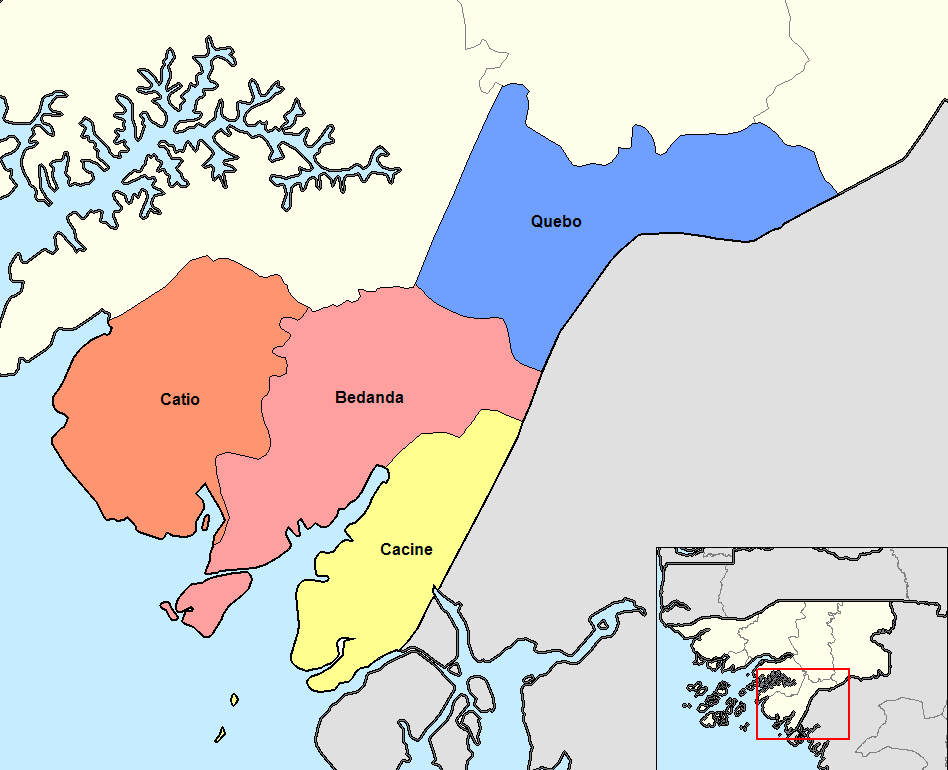
Sectors de Tombali

- Bedanda
- Cacine
- Catió
- Quebo